# Leptogomphus pendleburyi
Leptogomphus pendleburyi – gatunek ważki z rodziny gadziogłówkowatych (Gomphidae).